# عمر أورتيغا ألفاريز
عمر أورتيغا ألفاريز (بالإسبانية: Omar Ortega Álvarez)‏ هو سياسي مكسيكي، ولد في 14 سبتمبر 1970 في ثيوداد جوثمان في المكسيك. حزبياً، نشط في حزب الثورة الديمقراطية. وقد انتخب عضو مجلس النواب المكسيك عن دائرة fifth plurinominal electoral region of Mexico ‏ وقد انضم خلال فترته النيابية ‏  للكتلة البرلمانية حزب الثورة الديمقراطية.